# Mattia della Robbia
Marco della Robbia le Jeune (6 avril 1468 à Florence - 1534) dit Fra' Mattia della Robbia est un moine et un sculpteur italien actif au XVIe siècle de la Renaissance toscane, un des membres de la famille d'artistes italiens des Della Robbia, un des cinq fils d'Andrea  et spécialiste comme eux  en terracotta invetriata, la terre-cuite émaillée polychrome.

## Biographie
Marco devient moine dominicain sous le nom de Fra' Mattia en 1496.

## Œuvres
- Marie et Saint Joseph, deux statues en ronde-bosse Spedale degli Innocenti, Florence
- Noli me tangere, bas-relief d'un tympan de porte, Villa La Quiete, Florence
- Visitation,  Basilique San Frediano de Lucques.
- Crocifisso  (v. 1520), pour Santa Maria delle Grazie puis transféré à San Medardo, Arcevia.
- Panneau (1513) de l'autel de la  Vergine dei miracoli d'Andrea, San Medardo, Arcevia.
- Retable de l’Annonciation, Santa Maria, Arcevia.
- Sainte Catherine d’Alexandrie (v. 1524), San Medardo, Arcevia.
- San Sebastiano (1510/1515 env.), musée de l'Ermitage, Saint-Pétersbourg